# 7 Rejon Baz Lotniczych
7 Rejon Baz Lotniczych (7 RBL), ros. 7-й район авиационного базирования (7-й РАБ) – związek organizacyjny tyłów Wojskowych Sił Powietrznych ZSRR włączony w struktury Lotnictwa Frontu Wojska Polskiego i uzupełniony Polakami z poboru.

## Formowanie i zmiany organizacyjne
Na podstawie rozkazu organizacyjnego Nr 083/Org. Naczelnego Dowódcy Wojska Polskiego z dnia 6 grudnia 1944 roku w skład jednostek lotniczych Frontu Wojska Polskiego został włączony radziecki 7 Rejon Baz Lotniczych z podporządkowanymi mu jednostkami obsługi.
W listopadzie dowództwo 7 RBL rozlokowało się w Łysobykach. Na początku marca 1945 roku przeniesiono je do Łowicza. W tym czasie 7 RBL obsługiwał jednostki na 14 lotniskach.
Na podstawie rozkazu Nr 027 dowódcy Lotnictwa Frontu WP z dnia 1 marca 1945 roku w skład 7 RBL zostały włączone kolejne radzieckie jednostki: 483 i 513 batalion obsługi lotnisk. 
Stan ewidencyjny 7 RBL w dniu 1 maja 1945 roku liczył 3436 żołnierzy.
Po zakończeniu wojny dowództwo 7 RBL przemianowano na 1 Rejon Bazowania Lotnictwa, a w październiku 1945 bataliony obsługi lotnisk: 73, 74, 129, 130, 483, 495, 513 i 686 otrzymały numerację: 1, 2, 3, 4, 5, 6, 7, 8  bol. W końcu listopada dowództwo 1 RBL zostało rozformowane, a bataliony obsługi lotnisk włączone w skład pułków lotniczych.

## Struktura organizacyjna
- Dowództwo 7 Rejonu Baz Lotniczych
- 73 (1) batalion obsługi lotnisk
- 74 (2) batalion obsługi lotnisk
- 129 (3) batalion obsługi lotnisk
- 130 (4) batalion obsługi lotnisk
- 483 (5) batalion obsługi lotnisk[c]
- 495 (6) batalion obsługi lotnisk[d]
- 513 (7) batalion obsługi lotnisk[c]
- 686 (8) batalion obsługi lotnisk[d]
- 107 (1) samodzielny batalion samochodowy
- 140 kompania lotniskowo-techniczna
- 141 kompania lotniskowo-techniczna
- 147 kompania lotniskowo-techniczna
- 143 kompania lotniskowo-techniczna
- 122 kompania lotniskowo-techniczna
- 145 kompania lotniskowo-techniczna
- 901 samodzielna bateria plot
- 7 samodzielna kompania łączności
- 7 kompania techniczno-ewakuacyjna
- 7 polowy skład gospodarczy
- 7 pralnia polowa
- 2003 polowy magazyn lotniczy
- 23 samochodowa stacja wytwarzania tlenu
- 95 Kasa Polowa Banku Państwowego
- 497 Wojskowa Stacja Pocztowa

Początkowo w skład rejonu wchodził 14 batalion budowy lotnisk. Został jednak przekazany w bezpośrednią podległość szefa służby tyłów.
W okresie, gdy 7 RBL był związkiem organizacyjnym Wojskowych Sił Powietrznych ZSRR w jego składzie znajdował się także Sąd Wojskowy 7 Rejonu Bazowania Lotnictwa (ros. Военный трибунал 7-й РАБ, poczta polowa nr 42118) i Prokuratura Wojskowa 7 Rejonu Bazowania Lotnictwa (ros. Военная прокуратура 7-й РАБ, poczta polowa nr 42121).
Ponadto przy 7 RBL funkcjonował Oddział Specjalny NKWD 7 Rejonu Bazowania Lotnictwa (ros. Особый отдел НКВД 7-й РАБ, poczta polowa nr 05721). Z chwilą włączenia 7 RBL w struktury Wojska Polskiego stał się on Oddziałem Informacji 7 Rejonu Bazowania Lotnictwa

## Dowództwo bazy
- dowódca bazy - ppłk Aleksandr Lebiediew ((ros.) Александр Павлович Лебедев)
- zastępca do spraw polityczno wychowawczych - ppłk Aleksandr Otiakowski
- szef sztabu - mjr Dżykajew